# Pedro García Aguado
Pedro Francisco García Aguado (Madrid, 9 de diciembre de 1968) es un coach, presentador de televisión y exwaterpolista español, internacional absoluto con España en 565 partidos (1986-2000), con la que se proclamó campeón olímpico en 1996 y campeón mundial en 1998.
Tras su retirada deportiva, ha protagonizado diversos formatos televisivos. Debutó en televisión con Hermano mayor en Cuatro, su programa más exitoso y que dirigió durante siete temporadas (2009-2015), además de presentar otros programas de Mediaset como El campamento y En la caja. Posteriormente en Atresmedia, presentó los programas Cazadores de trolls, La isla, Eso que te ahorras y De hoy en un año. Entre 2019 y 2020, ocupó el cargo de director general de Juventud de la Comunidad de Madrid. En 2024 participó en Supervivientes, consiguiendo ganar la edición tras 103 días de concurso.

## Trayectoria deportiva
Nacido en Madrid en 1968, es el menor de tres hermanos. Sus dos hermanas mayores practicaban natación, por lo que también se inició en este deporte en edad infantil. Posteriormente se pasó al waterpolo, dentro del mismo club acuático donde entrenaba; la escuela madrileña de Mariano García. En 1986, con 18 años, se trasladó a Barcelona junto con otros destacados waterpolistas madrileños, para formar parte del plan de alto rendimiento del deporte español, de cara a los recién concedidos Juegos Olímpicos de Barcelona 1992. A su llegada, se alojó en la Residencia Joaquín Blume de Esplugas de Llobregat, previo paso al ingreso en el Centro de Alto Rendimiento de Sant Cugat, junto a otros deportistas olímpicos españoles.
Fue internacional absoluto con la selección española en 565 ocasiones, participando en cuatro Juegos Olímpicos (Seúl 1988, Barcelona 1992, Atlanta 1996 y Sídney 2000) y proclamándose entre otros éxitos, campeón olímpico en 1996 y subcampeón en 1992, además de campeón mundial en 1998 y doble subcampeón en 1991 y 1994.
Militó en seis clubes españoles (Real Canoe Natación Club, Club Natación San Blas, Club Natación La Latina, Club Natació Catalunya, Club Natació Barcelona y Club Natació Terrassa). Logró a nivel nacional siete Ligas y seis Copas, y a nivel continental, una Copa de Europa, una Recopa y dos Supercopas. Además fue nombrado mejor jugador de España en 2001 y distinguido con la medalla de oro de la Real Orden al Mérito Deportivo en 2011.

### Palmarés
Selección española
Juegos Olímpicos:
- Oro (1): Atlanta 1996
- Plata (1): Barcelona 1992

Campeonato Mundial:
- Oro (1): Perth 1998
- Plata (2): Perth 1991, Roma 1994

Copa Mundial:
- Bronce (2): Barcelona 1991, Sídney 1999

Campeonato Europeo:
- Plata (1): Atenas 1991
- Bronce (1): Sheffield 1993

Clubes
- Copa de Europa: 1995
- Recopa de Europa: 1992
- Supercopa de Europa: 1992 y 1995
- Campeonato Nacional de Liga: 7 títulos.
- Copa de SM el Rey: 6 títulos.

Individual
- Mejor jugador de la Liga Nacional 2000-2001.

## Trayectoria mediática
Pedro García Aguado ha trabajado también en diversos tipos de programas televisivos. Desde 2009 y hasta 2015, García Aguado ha presentado siete temporadas del programa Hermano mayor, de la cadena televisiva Cuatro, un espacio que pretendía ayudar a adolescentes y familias en conflicto. 
Además, ha presentado dos temporadas de El campamento, en tres ocasiones el programa En la caja, en Cuatro y en 2015 fue jurado en el programa Levántate de Telecinco.
En abril de 2015 se confirmó que el presentador dejaba Hermano mayor y Mediaset España por motivos personales, y poco después, en septiembre de 2015, se anunció su fichaje por Atresmedia para conducir un docu-reality llamado Cazadores de trolls, aunque no empezó a emitirse hasta un año después.
Fue el presentador de La isla, De hoy en un año y Eso que te ahorras. Tras esto, en noviembre de 2018, el presentador anuncia que abandona Atresmedia tras no llegar a un acuerdo para renovar el contrato. 
Realizó trabajos como terapeuta ayudando a personas que quieren superar sus adicciones en el Centro Tempus. También ayuda a familias que lo necesitan debido al comportamiento tiránico de los hijos y las hijas dentro del ámbito del hogar desde el proyecto aprenderaeducar.org, junto a Francisco Castaño. Tiene una experiencia de más de quince años en esta especialidad. 
Está cursando el Título Superior en Intervención Social En Drogodependencias y Otras Adicciones, además, el grado de Ciencias Políticas en la UNIR. También es técnico en la prevención y el tratamiento de las adicciones y el mal uso de las tecnologías de la información y la comunicación.
Pedro García Aguado es un emprendedor e inversor social, actualmente posee el 50 % de las acciones del centro terapéutico Tempus y ha sido administrador de varios negocios que actualmente están en proceso de liquidación.

### Programas de televisión
| Año           | Programa            | Cadena    | Notas       |
| ------------- | ------------------- | --------- | ----------- |
| 2009 - 2015   | Hermano mayor       | Cuatro    | Presentador |
| 2010 - 2011   | El campamento       | Cuatro    | Presentador |
| 2014 - 2015   | En la caja          | Cuatro    | Presentador |
| 2015          | Levántate           | Telecinco | Jurado      |
| 2017          | Cazadores de Trolls | La Sexta  | Presentador |
| 2017          | Eso que te ahorras  | Antena 3  | Presentador |
| 2017; 2020    | La isla             | La Sexta  | Presentador |
| 2020          | De hoy en un año    | Antena 3  | Presentador |
| 2023          | Así es la vida      | Telecinco | Colaborador |
| 2023          | La última noche     | Telecinco | Colaborador |
| 2023          | Gran Hermano VIP    | Telecinco | Infiltrado  |
| 2024          | Supervivientes      | Telecinco | Ganador     |
| 2024-presente | Fiesta              | Telecinco | Colaborador |
| 2024          | Gran Hermano 19     | Telecinco | Colaborador |

#### Como invitado
| Año  | Programa                | Cadena    | Notas    |
| ---- | ----------------------- | --------- | -------- |
| 2013 | El programa de Ana Rosa | Telecinco | Invitado |
| 2015 | Hable con ellas         | Telecinco | Invitado |
| 2017 | Zapeando                | La Sexta  | Invitado |
| 2017 | La Sexta noche          | La Sexta  | Invitado |
| 2017 | Espejo público          | Antena 3  | Invitado |
| 2017 | El hormiguero           | Antena 3  | Invitado |
| 2018 | Liarla Pardo            | La Sexta  | Invitado |
| 2019 | Sálvame                 | Telecinco | Invitado |
| 2019 | Todo es mentira         | Cuatro    | Invitado |

## Condecoraciones
| Distinción                                         | Año  |
| -------------------------------------------------- | ---- |
| Medalla de Oro - Real Orden del Mérito Deportivo   | 2011 |
| Medalla de Plata - Real Orden del Mérito Deportivo | 1998 |

## Filmografía
- Documental 'TV3' (18-07-2012), Sense ficció: "Aigua, infern, cel" en YouTube[12]
- Entrevista 'Cuatro' (28-09-2014), "Viajando con Chester: Pedro Gª Aguado" en cuatro.com
- 42 segundos, película protagonizada por Álvaro Cervantes y Jaime Lorente como Manel Estiarte y Pedro García Aguado respectivamente.